# San Cristóbal de Entreviñas
San Cristóbal de Entreviñas és un municipi de la província de Zamora, a la comunitat autònoma de Castella i Lleó.

## Demografia
| 1991 | 1996 | 2001 | 2004 |
| ---- | ---- | ---- | ---- |
| 1677 | 1646 | 1645 | 1645 |